# Pattinaggio di velocità ai X Giochi olimpici invernali
Le competizioni del pattinaggio di velocità  dei X Giochi olimpici invernali si sono svolte dal 9 al 17 febbraio 1968 sulla pista L'Anneau de Vitesse a Grenoble.
Come nell'ultima edizione di Innsbruck 1964 si sono disputate quattro prove maschili e quattro prove femminili.

## Programma
| UOMINI |  |  |  |       |        |        |        |  | 500 m | 5000 m | 1500 m | 10000 m |  |
| DONNE  |  |  |  | 500 m | 1500 m | 1000 m | 3000 m |  |       |        |        |         |  |

## Podi
| Evento                 | Oro               | Perform. | Argento                                | Perform. | Bronzo        | Perform.      |
| Gare maschili          |                   |          |                                        |          |               |               |
| 500 metri (dettagli)   | Erhard Keller     | 40"3     | Richard McDermott Magne Thomassen      | 40"5     | Non assegnata | Non assegnata |
| 1500 metri (dettagli)  | Kees Verkerk      | 2'03"4   | Ivar Eriksen Ard Schenk                | 2'05"0   | Non assegnata | Non assegnata |
| 5000 metri (dettagli)  | Fred Anton Maier  | 7'22"4   | Kees Verkerk                           | 7'23"2   | Petrus Nottet | 7'25"5        |
| 10000 metri (dettagli) | Johnny Höglin     | 15'23"6  | Fred Anton Maier                       | 15'23"9  | Örjan Sandler | 15'31"8       |
| Gare femminili         |                   |          |                                        |          |               |               |
| 500 metri (dettagli)   | Ljudmila Titova   | 46"1     | Jennifer Fish Dianne Holum Mary Meyers | 46"3     | Non assegnata | Non assegnata |
| 1000 metri (dettagli)  | Carolina Geijssen | 1'32"6   | Ljudmila Titova                        | 1'32"9   | Dianne Holum  | 1'33"4        |
| 1500 metri (dettagli)  | Kaija Mustonen    | 2'22"4   | Carolina Geijssen                      | 2'22"7   | Stien Kaiser  | 2'24"5        |
| 3000 metri (dettagli)  | Ans Schut         | 4'56"2   | Kaija Mustonen                         | 5'01"0   | Stien Kaiser  | 5'01"3        |

## Medagliere
| Posizione | Paese            |   |    |   | Totale |
| --------- | ---------------- | - | -- | - | ------ |
| 1         | Paesi Bassi      | 3 | 3  | 3 | 9      |
| 2         | Norvegia         | 1 | 3  | 0 | 4      |
| 3         | Finlandia        | 1 | 1  | 0 | 2      |
| 3         | Unione Sovietica | 1 | 1  | 0 | 2      |
| 5         | Svezia           | 1 | 0  | 1 | 2      |
| 6         | Germania Ovest   | 1 | 0  | 0 | 1      |
| 7         | Stati Uniti      | 0 | 4  | 1 | 5      |
| Totale    | Totale           | 8 | 12 | 5 | 25     |